# 3324 Avsyuk
3324 Avsyuk este un asteroid din centura principală, descoperit pe 4 februarie 1983, de Antonín Mrkos.